# Барбапапа и породица
Барбапапа и породица (енгл. Barbapapa: One Big Happy Family!) је француска анимирана телевизијска серија чије је емитовање започело 10. новембра 2019. у Француској. Компанија која је створила ову цртану серију је Normaal Animations.
Серија је направљена по узору на оригиналну серију, чије је емитовање започело 1970. године, такође у Француској.
Емитовање у Србији започело је 14. децембра 2020., а емитовање друге сезоне 27. маја 2024.

## Ликови

### Главни
- Барбапапа - он је велико розе створење слично кромпиру. Он је и главни лик ове серије и отац Барбабебама.
- Барбамама - она је црно створење слично кегли. Она је Барбапапина жена и мајка Барбабебама.

### Барбабебе
Барбабебе су деца Барбапапе и Барбамаме.
- Барбабраво - он је црвена Барбабеба. По занимању је спортиста. Воли да тренира, па некад и да игра видео-игрице.
- Барбалиб - она је наранџаста Барбабеба. По занимању је ентузијасткиња. Много воли да чита књиге.
- Барбазоо - он је жута Барбабеба. По занимању је природњак. То се види по многим биљкама и животињама које проучава.
- Барбалала - она је зелена Барбабеба. По занимању је музичарка. Воли да свира музичке инструменте.
- Барбаброј - он је плава Барбабеба. По занимању је научник. Воли да проучава хемијске реакције, које некад доводе до катастрофе.
- Барбабела - она је љубичаста Барбабеба. По занимању је модна креаторка. Воли да се облачи, воли отменост и моду.
- Барбакист - он је крзнена црна Барбабеба. По занимању је ликовни уметник. Много воли да црта.

### Животиње
- Лолита - она је породични далматинац. Често прави нереде и невоље.
- Бали - она је Барбабелина мачка. У једној епизоди се ради о томе како су Барбабебе веровале да је нестала, али је она све време била испод Барбабелиног кревета.

## Улоге
Синхронизацију је радио Голд диги нет студио.
| Улога      | Српски глас                |
| ---------- | -------------------------- |
| Барбапапа  | Александар Новаковић       |
| Барбамама  | Јована Цавнић              |
| Барбабраво | Томислав Божовић           |
| Барбалиб   | Дарија Врачевић            |
| Барбазоо   | Снежана Јеремић Нешковић   |
| Барбалала  | Ивана Тењовић              |
| Барбаброј  | Марко Ћурчић               |
| Барбабела  | Мина Ивановић              |
| Барбакист  | Маријана Живановић Чубрило |
| Приповедач | Томаш Сарић                |